# Endogemma
Endogemma, monotipski rod jetrenjarki smješten u vlastitu porodicu Endogemmataceae, dio podreda Jungermanniineae. Jedina vrsta je E. caespiticia.

## Sinonimi
- Jungermannia caespiticia Lindenb.; bazionim